# Sóleyjarhöfði
Sóleyjarhöfði är ett berg i republiken Island. Det ligger i regionen Suðurland, 160 km öster om huvudstaden Reykjavík.
Trakten runt Sóleyjarhöfði är nära nog obefolkad, med mindre än två invånare per kvadratkilometer. Det finns inga samhällen i närheten. Trakten runt Sóleyjarhöfði består i huvudsak av gräsmarker.